# Entomolog

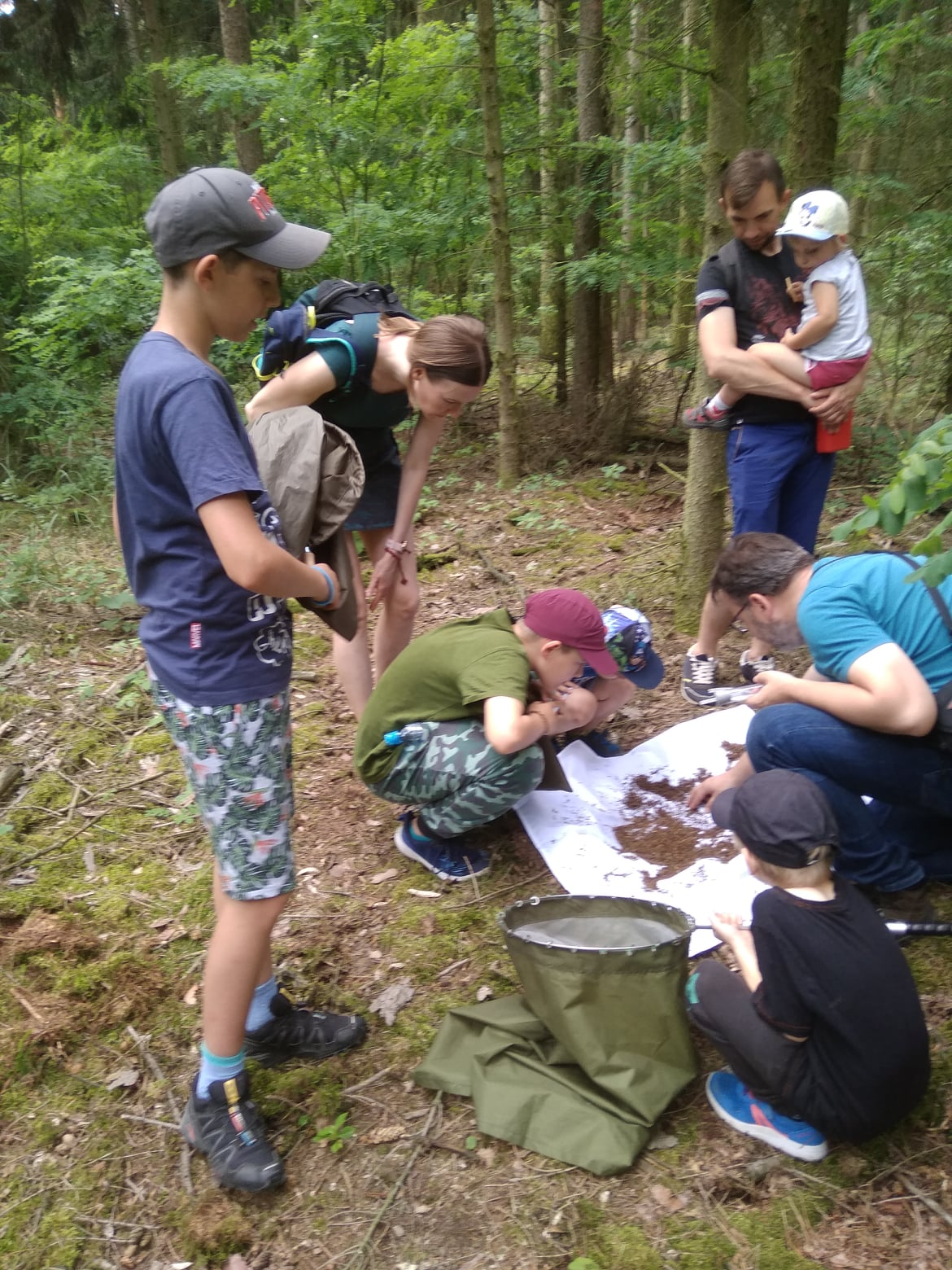
Wycieczka przyrodnicza w okolicach Rogalina z entomologiem, prof. Pawłem Sienkiewiczem, który na jej podstawie opracował broszurę edukacyjną dla Drogi Pokoju, o znaczeniu owadów, martwego drewna i bioróżnorodności

Entomolog – naukowiec lub hobbysta zajmujący się badaniami owadów, czyli entomologią. 
Badania te mogą dotyczyć entomologii ogólnej (eksperymentalnej, np. anatomii lub fizjologii owadów), systematycznej (czyli klasyfikacji i filogenezy owadów) lub stosowanej (praktycznej, z punktu widzenia życia i gospodarki człowieka, np. ich szkodliwości dla upraw lub zdrowia człowieka oraz sposobów ich zwalczania). Wiedza entomologiczna jest wykorzystywana także w innych dziedzinach, m.in. w rolnictwie, leśnictwie, medycynie i weterynarii. 

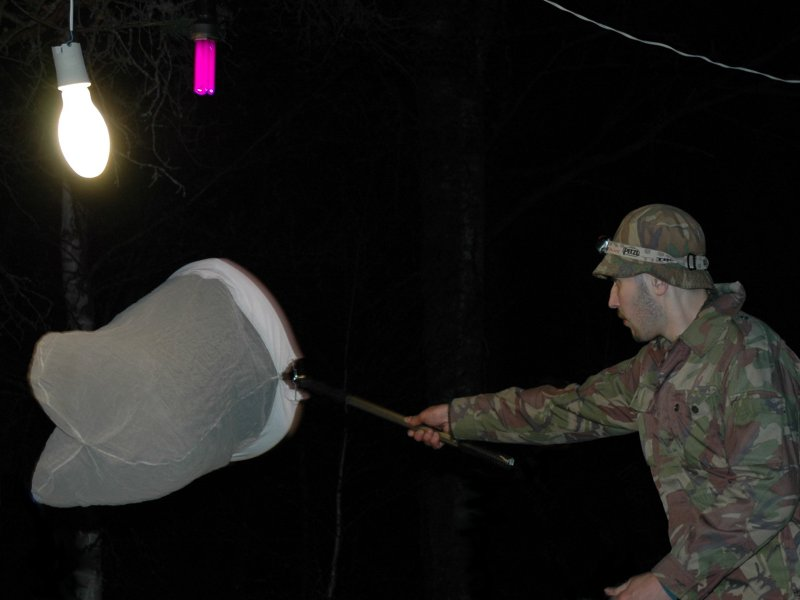
Entomolog używający światła UV w celu zwabienia ćmy i złapania jej w siatkę (w okolicach Petersburga).

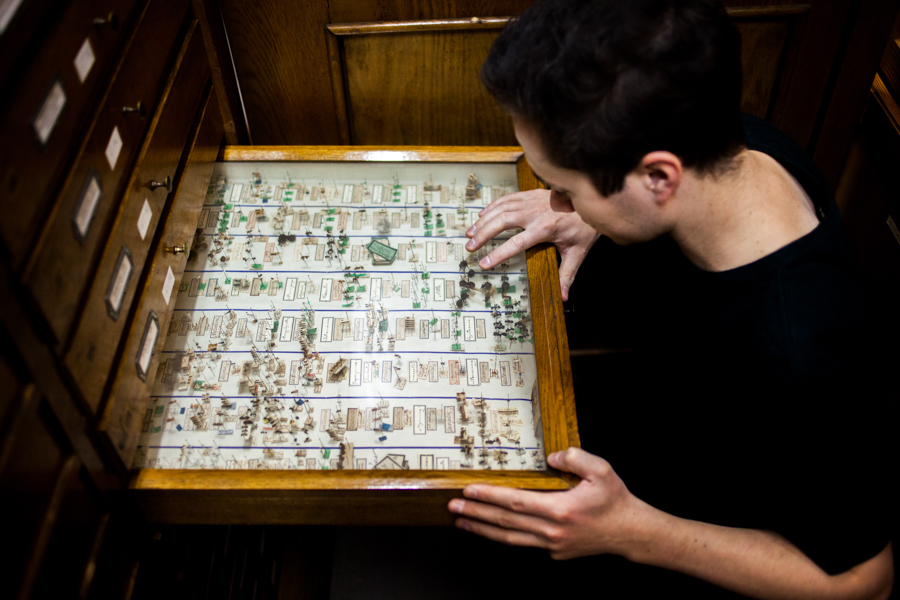
Entomolog katalogujący zbiory (Instytut Systematyki i Ewolucji Zwierząt Polskiej Akademii Nauk, Kraków)

Ze względu na ogromną liczbę gatunków owadów i ich duże zróżnicowanie, entomolodzy prowadzą badania zazwyczaj w węższych specjalnościach. Dlatego wśród entomologów można wyróżnić: dipterologów, koleopterologów, lepidopterologów, odonatologów, trichopterologów itd. 
Choć entomolodzy amatorzy nie są zatrudniani na stanowiskach naukowych lub w placówkach badawczych, ich wiedza może być duża, a prowadzone obserwacje mogą być istotne dla profesjonalnych badań naukowych, np. Józef Michał Razowski i Stefan Sobiecki, Bartosz Kaczor.

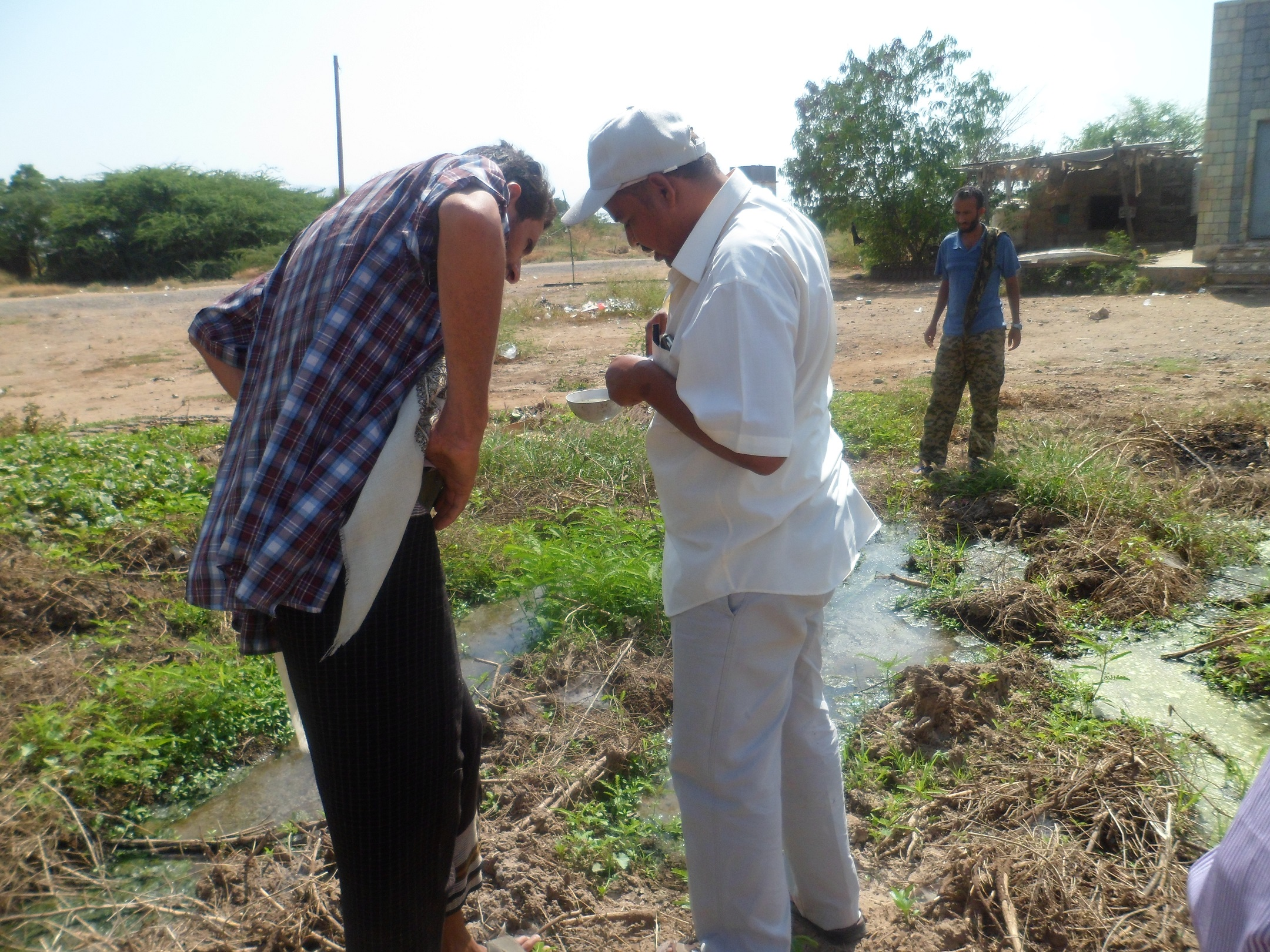
Entomolog sprawdzający obecność komarów przenoszących wirusa dengi w próbce wód stojących podczas epidemii tej choroby (w mieście Al-Hudajda w Jemenie)